# جنسیس مینت
جنسیس مینت (به انگلیسی: Genesis Mint) یک خودروی مفهومی است که توسط برند لوکس هیوندای، جنسیس ساخته شده‌است. این خودرو برخلاف سایر خودروهای سگمنت آ پنجرهٔ عقب ندارد. از ویژگی‌های این خودرو می‌توان به طراحی کوپه مانند، چراغ‌های نازک، چرخ‌های بزرگ و مقاومت کم در برابر هوا اشاره کرد.